# Riera del Molí (Viver i Serrateix)
La Riera del Molí és un torrent afluent per l'esquerra de la Riera de Navel, a Viver i Serrateix (Berguedà).

## Municipis per on passa
La Riera del Molí transcorre íntegrament pel terme municipal de Viver i Serrateix.

## Xarxa hidrogràfica
La xarxa hidrogràfica de la Riera del Molí està integrada per 11 cursos fluvials que sumen una longitud total de 7.644 m.

### Distribució per termes municipals
La xarxa transcorre íntegrament pel terme municipal de Viver i Serrateix.

### Territori PEIN
Els darrers 1.565 m. del seu curs transcorren per l'interior del PEIN de la Riera de Navel. A nivell de la seva conca, el territori PEIN abasta una superfície de 40,9 ha. i un perímetre d'uns 4,9 km.